# Никипа
Никипа е съпруга на сина на Персей и Андромеда – Стенел. Дъщеря е на царя на Елида, Пелопс и Хиподамея. Майка е на Евристей.
Когато Алкмена трябвало да роди Херакъл, Зевс дал клетва, че първия герой роден в този ден, ще стане владетел над потомците на Персей и ще управлява всички земни народи. Хера ускорила раждането на Никипа и първи на този свят се появил Евристей.